# November 6.
November 6. az év 310. (szökőévben 311.) napja a Gergely-naptár szerint. Az évből még 55 nap van hátra.
Névnapok: Lénárd + Leonárd, Leonarda, Leonárdó, Leonyid

## Események
- 1772 – Visszacsatolják Magyarországhoz az 1412-ben Zsigmond király által Lengyelországnak elzálogosított 16 szepesi községet, miután Lengyelország felosztása megtörténik.
- 1840 – A mexikói hadsereg előtt kapitulál a Río Grande-i Köztársaság katonai vezetője, míg az állam polgári vezetői Texasba menekülnek.
- 1860 – Az Amerikai Egyesült Államok elnökévé választják a köztársaságpárti, rabszolgaság-ellenes Abraham Lincolnt, amire válaszul 11 déli állam kilép az Unióból, és új konföderációt alapít.
- 1903 – Megnyílik a Király Színház Budapesten a Király utca 10. szám alatt
- 1921 – a Nemzetgyűlés – a magyar történelem folyamán negyedszer – kimondja a Habsburg-ház trónfosztását. (1921. XLVII. törvénycikk)
- 1937 – az 1936-ban a Németország és Japán által aláírt antikomintern paktumhoz csatlakozik Olaszország is.
- 1944 – Szálasi Ferenc utasítására Budapestről több tízezer zsidót hajtanak gyalogosan kényszermunkára, a nyugati határszélre.
- 1947 – Molotov tájékoztatja a szovjet pártvezetőséget, hogy az „atomtitok már nem titok”.
- 1954 – A Szovjetunió eladja a Meszhart-ban és a Maszovletben megszerzett résztulajdonát Magyarországnak.
- 1956 – Bibó István a Parlamentben megfogalmazza a Tervezet a magyar kérdés kompromisszumos megoldására c. tanulmányát, majd a Nagy Imre kormányának utolsó tagjaként elhagyja az épületet.
- 1956 – A hollandok és a spanyolok lemondják az olimpiai részvételüket, tiltakozásul a szovjet beavatkozás miatt Magyarországon.
- 1966 – Átadják az EMKE aluljárót Budapesten, a Blaha Lujza téren.
- 1967 – Magyarországot két évre az ENSZ Biztonsági Tanácsának nem állandó tagjává választják.
- 1971 – Az Amerikai Egyesült Államok Atomenergia Bizottsága az eddigi legnagyobb földalatti nukleáris kísérletet hajtotta végre az Aleut-szigetekhez tartozó Amchitka szigeten. A kísérlet a Cannikin magyarul vödör kódnéven szerepelt.
- 1980 – Próbacsapolás kezdődik a 10 milliárd forintért épült Diósgyőri Lenin Kohászati Művek új acélművében.
- 1984 – Az Ikarus gyárban elkészül a 200 000 . autóbusz.
- 1985 – Magyarország egész területén bevezetik a szén, a brikett, a koksz és a tűzifa előjegyzésre történő árusítását.
- 1989 – Az EGK tagállamainak külügyminiszterei úgy határoznak, hogy januártól a Közös Piac megnyitja határait Magyarország és Lengyelország termékei előtt.
- 1990 – Magyarország az Európa Tanács teljes jogú tagjává válik.
- 1991 – Az észt alkotmányozó nemzetgyűlés olyan állampolgársági törvényt fogad el, amely a lakosság harmadát kitevő orosz kisebbséget hontalanná teszi, s megfosztja szavazati jogától.
- 1991 – Kuvaitban kioltják az utolsó olajtüzet, amit Irak gyújtott meg az öbölháborúban.
- 1993 – A MIÉP első országos gyűlésén Horváth Lajost a párt ügyvezető elnökévé, Csurka Istvánt pedig társelnökévé választják.
- 1996 – Horvátország az Európa Tanács teljes jogú tagjává válik.
- 2006 – Sólyom László köztársasági elnököt a Vatikánban fogadja XVI. Benedek pápa.
- 2007 – A NATO Szövetséges Erők európai legfelsőbb parancsnoka, Bantz J. Craddock vezérezredes – Szekeres Imre honvédelmi miniszter kíséretében – látogatást tesz a MH 86. Szolnok Helikopterbázison.
- 2007 – XVI. Benedek pápa a Vatikánban fogadja Abdullah szaúdi királyt.
- 2023 – Az Országgyűlés határozatban járul hozzá ahhoz, hogy a Magyar Honvédség – tanácsadási, támogatási és harctéri mentorálási feladatokat lásson el, az ott tartózkodó magyar állampolgárokat és a helyben lévő magyar érdekeltségeket oltalmazza, továbbá a terrorizmus elleni küzdelem támogatása érdekében – egy, legfeljebb 200 fős kontingense 2025. december 31-ig Csád területén állomásozhasson.[1]

## Sportesemények
Formula–1
- 1994 –  japán nagydíj, Suzuka - Győztes: Damon Hill (Williams Renault)

## Születések
- 1242 – Kölni Boldog Krisztina  német misztikus
- 1479 – II. Johanna kasztíliai királynő († 1555)
- 1494 – I. Szulejmán, az Oszmán Birodalom tizedik szultánja († 1566)
- 1787 – Vuk Stefanović Karadžić szerb filológus és nyelvész, a mai szerb nyelv sztenderdjének megalkotója († 1864)
- 1805 – Berzsenyi Lénárd magyar honvéd ezredes († 1886)
- 1814 – Ganz Ábrahám a magyar nehézipar egyik megteremtője, vasöntőmester, gyáros († 1867)
- 1814 – Adolphe Sax (Antoine-Joseph Sax) belgiumi francia hangszerkészítő, a szaxofon feltalálója († 1894)
- 1825 – Charles Garnier francia neobarokk építész, két kiemelkedő munkája a párizsi Opera (1874) és a Monte Carlo Casino (1879) († 1898)
- 1852 – Grosschmid Béni magyar jogász, egyetemi tanár, az MTA levelező tagja, udvari tanácsos († 1938)
- 1854 – John Philip Sousa amerikai zeneszerző, karmester († 1932)
- 1861 – James Naismith kanadai feltaláló, a kosárlabda játék feltalálója († 1939)
- 1864 – Kuzsinszky Bálint régész, ókortörténész, az MTA tagja († 1938)
- 1880 – Robert Musil (er. Robert Edler von Musil) osztrák író, műkritikus († 1942)
- 1882 – Thomas H. Ince amerikai némafilm színész, rendező, forgatókönyvíró, producer († 1924)
- 1884 – Germanus Gyula magyar orientalista, arab nyelvészeti és kultúrtörténeti szakíró († 1979)
- 1886 – Bányai János tanár, geológus, muzeológus, a Székelység című folyóirat alapítója és szerkesztője. († 1971)
- 1896 – Ecker Ferenc Kossuth-díjas mérnök, feltaláló († 1978)
- 1902 – Alfred Dattner svájci autóversenyző († 1993)
- 1903 – Carl Rakosi amerikai költő († 2004)
- 1913 – id. Kollányi Ágoston Kossuth-díjas magyar filmrendező, tudományos és természetfilm-készítő († 1988)
- 1916 – Ray Conniff amerikai zenész († 2002)
- 1917 – Mihály András Kossuth-díjas magyar zeneszerző, karmester († 1993)
- 1921 – James Jones amerikai író († 1977)
- 1921 – Red Hamilton amerikai autóversenyző († 1986)
- 1923 – Molnár Géza József Attila-díjas magyar író, újságíró († 2011)
- 1931 – Földi Ottó a Magyar Rádió bemondója, műsorveztő († 2017)
- 1931 – Peter Collins brit autóversenyző († 1958)
- 1931 – Mike Nichols amerikai Oscar-, Emmy-, Grammy- és Tony-díjas televízió-, színház- és filmrendező, forgatókönyvíró és filmproducer († 2014)
- 1936 – Csűrös Karola magyar színésznő, érdemes művész  († 2021)
- 1936 – Simon Kázmér magyar színész, a Győri Nemzeti Színház örökös tagja († 1998)
- 1946 – Sally Field kétszeres Oscar-díjas amerikai színésznő
- 1946 – Tolcsvay Béla Kossuth-díjas magyar gitáros, énekes, popzenész
- 1949 – Brad Davis amerikai színész († 1991)
- 1953 – Fabó Györgyi magyar színésznő
- 1957 – Lori Singer amerikai színésznő
- 1962 – Annette Zilinskas amerikai basszusitáros
- 1968 – Alexander Tchigir német vízilabdázó
- 1970 – Ethan Hawke amerikai színész, filmrendező, forgatókönyvíró
- 1974 – Sárneczky Krisztián, kisbolygókutató csillagász
- 1975 – Szitás Barbara magyar színésznő, rendező, drámapedagógus, jogász
- 1976 – Kovács Róbert magyar színész, műsorvezető
- 1977 – Nirajan nepáli herceg, a Shah-dinasztia tagja († 2001)
- 1982 – Szofján Daíd algériai úszónő
- 1984 – Balogh János magyar színész
- 1987 – Ana Ivanović szerb teniszezőnő
- 1988 – Emma Stone amerikai színésznő
- 1988 – Kim Hjonu olimpiai, világ- és Ázsia-bajnok dél-koreai birkózó
- 1990 – André Schürrle német labdarúgó
- 1992 – Anasztaszija Koval ukrán tornász
- 1997 – Hero Fiennes Tiffin angol színész, modell
- 2003 – Láng Júlia magyar műkorcsolyázó

## Halálozások
- 1406 – VII. Ince pápa (* 1336 körül)
- 1549 – Antonio Abbondi itáliai műépítész, kőfaragó (* 1505 körül)
- 1672 – Heinrich Schütz német zeneszerző (* 1585)
- 1690 – Bedő Pál magyar unitárius püspök (* 1650)
- 1725 – Gróf Bercsényi Miklós magyar kuruc tábornok, Rákóczi főhadparancsnoka (* 1665)
- 1777 – Bernard de Jussieu francia természettudós, botanikus (* 1699)
- 1804 – Ballmann János Mihály magyar gimnáziumi tanár (* 1765)
- 1855 – Gaal György magyar műfordító, mesegyűjtő (* 1783)
- 1893 – Pjotr Iljics Csajkovszkij orosz zeneszerző (* 1840)
- 1941 – Maurice Leblanc francia író (* 1864)
- 1943 – Fest Aladár gimnáziumi tanár, igazgató, pedagógiai szakíró, tankerületi főigazgató, királyi tanácsos (* 1855)
- 1946 – Maria Innocentia Hummel (sz. Berta Hummel) bajor születésű apáca, képzőművész, a Hummel-figurák alkotója (* 1909)
- 1955 – Jack McGrath (John McGrath) amerikai autóversenyző (* 1919)
- 1956 – Gacs János magyar római katolikus pap, pápai kamarás, cserkész főtiszt, országgyűlési képviselő (* 1897)
- 1960 – Erich Raeder német nagyadmirális, a náci haditengerészet parancsnoka (* 1876)
- 1968 – Charles Munch francia karmester, hegedűművész (* 1891)
- 1975 – Fülöp Zoltán Kossuth-díjas magyar díszlettervező, érdemes művész (* 1907)
- 1984 – Beszédes Lajos magyar cserkészvezető, keramikus, főjegyző. (* 1898)
- 1985 – Csapody Vera magyar festőművész, botanikus (* 1890)
- 1989 – Makay Margit magyar színésznő, kiváló művész (* 1891)
- 1992 – Vass Lajos magyar zeneszerző, karnagy (* 1927)
- 1998 – Szőts István Kossuth-díjas magyar filmrendező (* 1912)
- 1998 – Niklas Luhmann német szociológus (* 1927)
- 2000 – Somogyi Tóth Sándor József Attila-díjas magyar író (* 1923)
- 2009 – Jacno (Denis Quillard) francia zenész, az Elli et Jacno tagja (* 1957)
- 2010 – Walter Isard amerikai közgazdász (* 1919)
- 2012 – Gombos Katalin magyar színésznő, érdemes művész, Sinkovits Imre felesége (* 1929)
- 2016 – Kocsis Zoltán kétszeres Kossuth-díjas magyar zongoraművész, karmester (* 1952)
- 2017 – Kakas János bányamérnök, bányaigazgató (* 1923)
- 2019 – Karinthy Márton  Kossuth-díjas magyar színigazgató, színházrendező, író (* 1949)
- 2020 – Gulyás Zoltán magyar színész, humorista (* 1958)
- 2020 – King Von amerikai rapper (* 1994)
- 2024 – Tony Todd (er. Anthony T. Todd) amerikai színész, producer (* 1954)

## Nemzeti ünnepek, emléknapok, világnapok
→Sablonvita:Ünnepek/11-06:
- Nemzetközi nap a környezet háború és fegyveres konfliktus során történő kifosztásának megelőzéséért[2]
- Gusztáv Adolf napja II. Gusztáv Adolf svéd király hősi halála napjának emlékére[3]
- A svédnyelvű finnek napja Finnországban[4]
- Szent Lénárd remete emléknapja[5]
- Kölni Boldog Krisztina német misztikus emléknapja[6]

- Kőszegi Királynap – Kőszeg város ünnepe